# Sokolovna v Poděbradech
Sokolovna byla v poděbradské Tyršově ulici postavena roku 1927. Pro spolek Sokol ji navrhl architekt František Krásný. Využil přitom původní sokolovnu z roku 1897, kterou přestavěl a připojil k ní moderní budovu s kinosálem, restaurací a dalšími prostory. Součástí areálu je také venkovní cvičiště.

## Historie

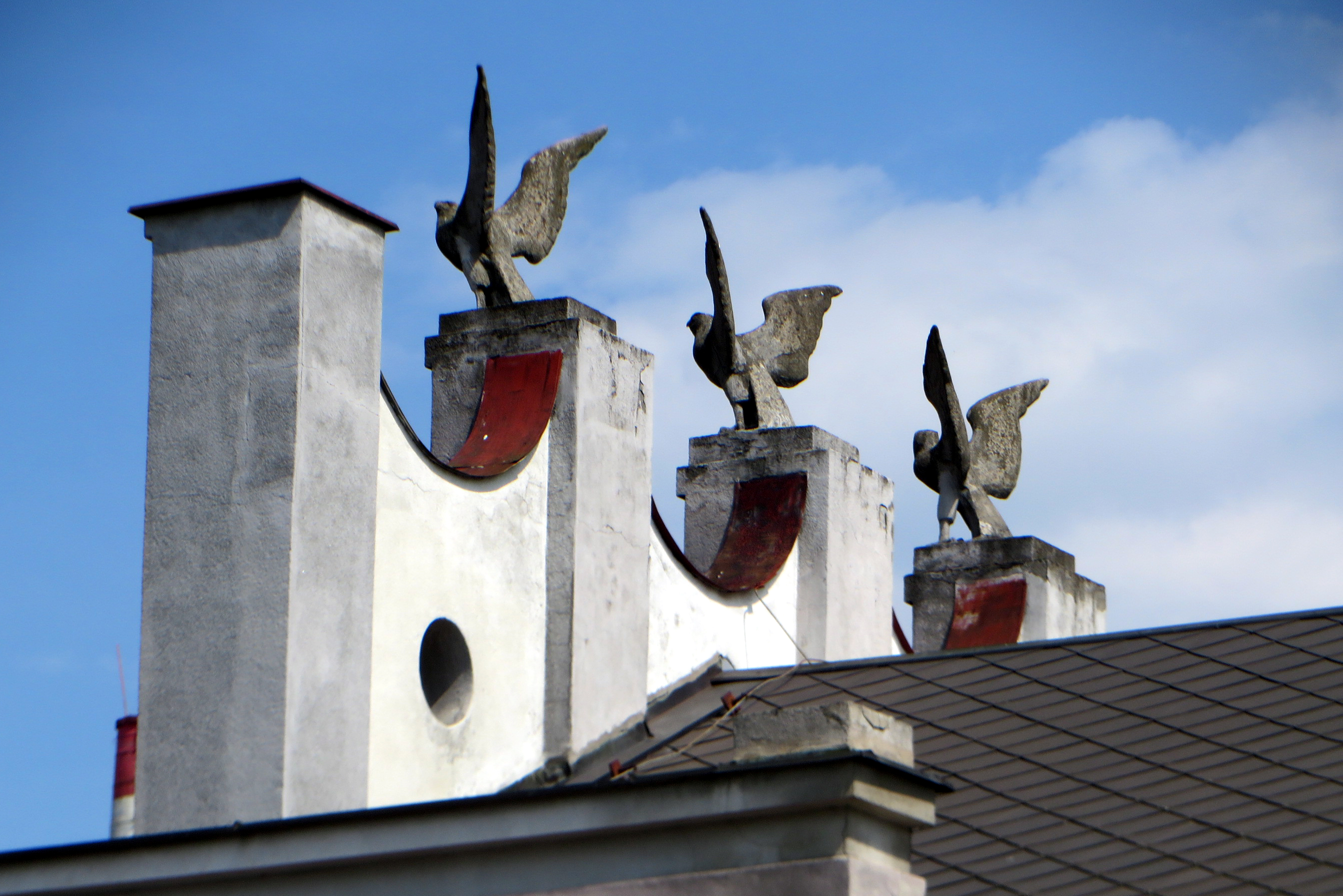
Detail výzdoby

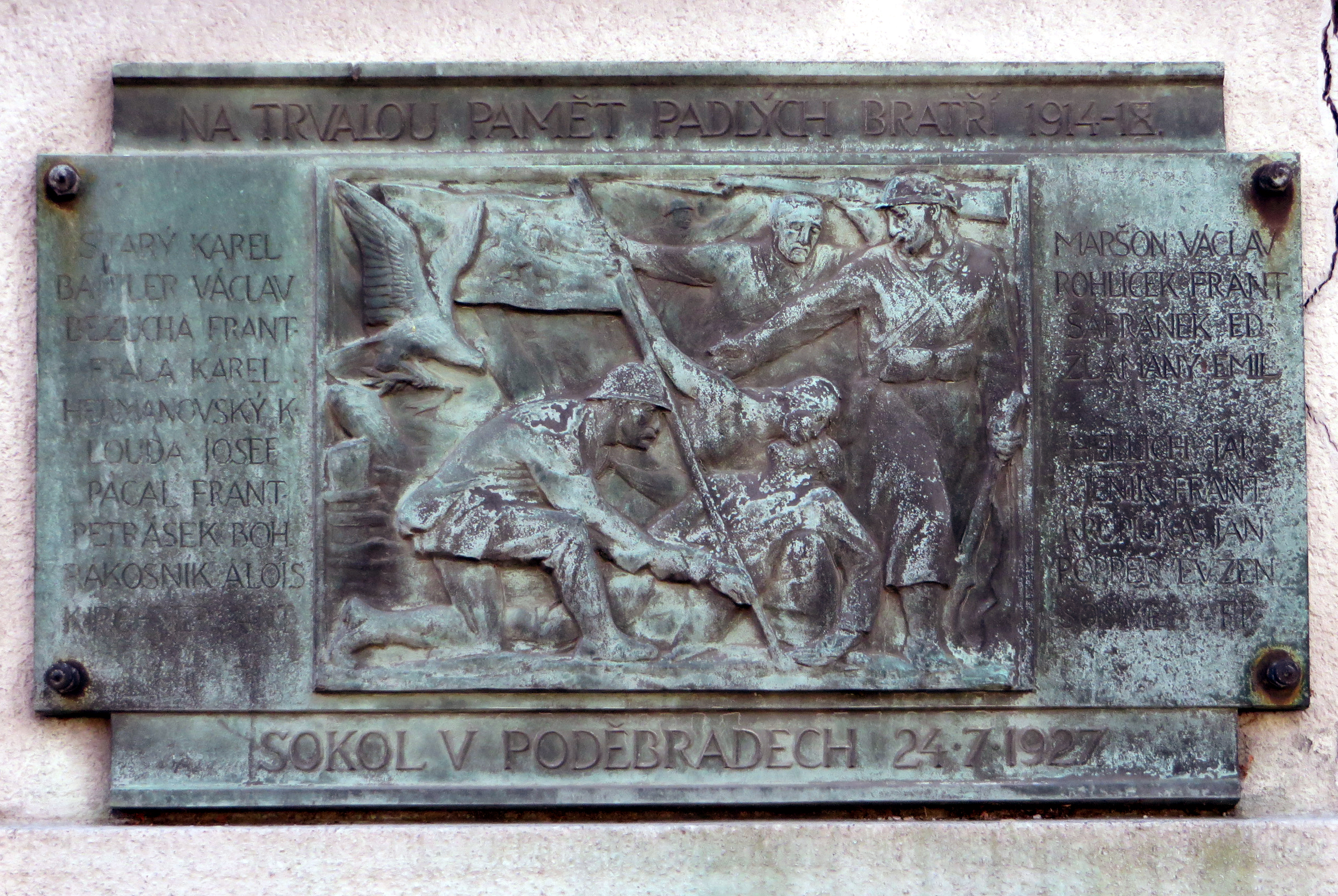
Pamětní deska odhalená roku 1927 při slavnostním otevření nové sokolovny

Organizace Sokol byla založena roku 1862 a její poděbradská pobočka 1. srpna 1863. Sokolové si zpočátku pro cvičení pronajímali různé místní sály a nádvoří. První sokolovna byla postavena za působení starosty sokola Josefa Kerharta. Roku 1896 sokolové ve veřejné dražbě za 10 900 Zlatých získali bývalou šmolkárnu v Nádražní ulici (dnes Fügnerova). Ta byla zbořena a vedlejší parní mlýn roku 1897 přestavěn podle návrhu místního stavitele Františka Profta na sokolovnu s tělocvičnu, šatnami, sborovnou a hygienickým zázemím. Venku bylo vytvořeno letní cvičiště a tenisový kurt.
Za první světové války byla činnost Sokola přerušena, ale po válce a vzniku Československa nastal nový rozmach Sokolské organizace. Kvůli množství nových členů se kapacita sokolovny stávala nedostatečnou. Roku 1920 vzniklo Družstvo pro vystavení sokolovny v Poděbradech, které zahájilo sbírku na stavbu nové modernější budovy, stejně jako vyhledávání řemeslníků-dobrovolníků, kteří by pomohli při její stavbě. Autorem projektu byl architekt František Krásný (autor přestavby Tyršova domu v Praze), který se rozhodl starou sokolovnu přestavět a rozšířit ji o novou budovu, přičemž obě části šlo uvnitř propojit pomocí posuvných stěn, čímž vznikal jeden velký prostor. Nová budova obsahovala velký cvičební sál, přednáškový sál, kino, restauraci, loutkové divadlo, Tyršovo zátiší, dva sedmilůžkové pokoje a knihovnu. Venkovní cvičiště mělo rozměry 50x50 metrů. V létě sloužilo pro hromadná cvičení a v zimě jako kluziště. Stavba proběhla v letech 1926–1927. Náklady dosáhly výše 1,2 milionu Kčs. Sochy ptáků sokolů pro budovu zhotovili studenti pražské umělecko-průmyslové školy. Nová sokolovna byla slavnostně otevřena v průběhu sletu Tyršovy župy dne 24. července 1927. Ve stejný den byla na fasádě odhalena pamětní deska se jmény padlých sokolů.
Za druhé světové války byl Sokol rozpuštěn a jeho majetek zabaven (sochy sokolů se podařilo včas uschovat). Sokolovna byla využívána německou mládeží. Po válce organizace obnovila svou činnost, po komunistickém převratu roku 1948 však byla opět zlikvidována a násilně včleněna do Československého svazu tělesné výchovy. Majetek poděbradských sokolů získaly sklárny.
Po sametové revoluci roku 1989 byla činnost Sokola obnovena. Členům poděbradské jednoty se v následujícím roce podařilo dosáhnout navrácení Sokolovny. Sokolovna byla v 90. letech zrekonstruována. Kino bylo roku 2000 zrušeno a přeměněno na squashové centrum.